# Lucas Nascom 3
Lucas Nascom 3 (Nascom 3) је био кућни рачунар фирме Lucas који је почео да се производи у Уједињеном Краљевству од 1981. године.
Користио је Zilog Z80 A као микропроцесор. RAM меморија рачунара је имала капацитет од 8 KB до 60 KB (зависно од модела).
Као оперативни систем коришћен је NAS-SYS, CP/M 2.2 или NAS-DOS.

## Детаљни подаци
Детаљнији подаци о рачунару Nascom 3 су дати у табели испод.
|                       |                                                 |
| [ 1 ]                 |                                                 |
| Произвођач            |                                                 |
| Тип                   | кућни рачунар                                   |
| Меморија              | 8 до 60 (зависно од модела)                     |
| Поријекло             | Уједињено Краљевство                            |
| Година                | 1981                                            |
| Тастатура             | тастатура са пуним помаком тастера              |
| Процесор              |                                                 |
| Фреквенција процесора | 4                                               |
| RAM                   | 8 до 60 (зависно од модела)                     |
| ROM                   | непознато                                       |
| Текст                 | 40 или 80 стубова x 25 линија                   |
| Графика               | 400 x 256 (8 боја) - 800 x 256 (2 боје)         |
| Боја                  | 8 (320 x 256) / 2 (640 x 256)                   |
| Звук                  | непознато                                       |
| Димензије             | 410 (ширина) x 470 (дубина) x 270 (висина) / 13 |
| Портови               |                                                 |
| Оперативни систем     | или                                             |